# Ratpenat nasofoliat gegant
El ratpenat nasofoliat gegant (Macronycteris gigas) és una espècie de ratpenat de la família dels hiposidèrids. Viu a Angola, Benín, Burkina Faso, el Camerun, la República Centreafricana, la República del Congo, la República Democràtica del Congo, Costa d'Ivori, Guinea Equatorial, el Gabon, Ghana, Guinea, Guinea Bissau, Kenya, Mali, Nigèria, el Senegal, Sierra Leone, Tanzània i Togo. Habita els boscos humits tropicals i subtropicals de plana i les coves. Està amenaçat per la destrucció d'hàbitat.